# Tala Ashe
Ne doit pas être confondu avec Tallahassee.
Tala Ashrafi (née le 24 juillet 1984 à Téhéran), connue professionnellement sous le nom de Tala Ashe, est une actrice irano-américaine. Elle est connue pour ses rôles dans les séries télévisées comme Smash, American Odyssey et As the World Turns, ainsi que pour son rôle régulier de Zari Tomaz dans la série de super-héros Legends of Tomorrow.

## Biographie
Ashe est née à Téhéran, en Iran. Elle  immigre aux États-Unis à l'âge de neuf mois. Ashe grandit à Powell, dans l'Ohio, juste à côté de la capitale de l'État, Columbus,. Elle participe aux productions théâtrales de son lycée en tant qu'actrice et metteur en scène.
Elle obtient une licence en beaux-arts à l'École de théâtre de l'Université de Boston, et suit également une formation à l'Académie de musique et d'art dramatique de Londres et au Upright Citizens Brigade Theatre de New York,.
Elle joue ensuite dans de nombreuses productions régionales et Off-Broadway. Son premier rôle à l'écran est celui de Nadia dans le film Waiting in Beijing en 2008. Elle est invitée à jouer dans diverses séries comme Law & Order, Law & Order : Criminal Intent, 30 Rock et Covert Affairs,,. Elle joue également des rôles récurrents dans Smash et American Odyssey. Elle fait aussi partie de la distribution de As the World Turns.
En 2017, elle rejoint la distribution principale de DC's Legends of Tomorrow dans le rôle de Zari Tomaz,,.